# Gymnadenia godferyana
Gymnadenia godferyana là một loài thực vật có hoa trong họ Lan. Loài này được (G.Keller) W.Foelsche mô tả khoa học đầu tiên năm 1999.